# Irina Brake
Irina Brake är en biolog, entomolog och taxonom som arbetar vid Natural History Museum i London, Storbritannien. Irina Brake använder auktorsnamnet Brake.
Hennes forskning har främst inriktat sig på familjen sprickflugor där hon har beskrivit ett stort antal nya arter samt omformat och uppdaterat taxonomin för många arter. Hon har även forskat på kadaverflugor och Australimyzidae.
Irina Brake studerade mellan åren 1990 och 1996 vid Bielefelds universitet i Tyskland. Hon gjorde sina doktorsstudier under åren 1996 till 2000 vid Freie Universität Berlin i Tyskland och doktorerade med doktorsavhandlingen The phylogenetic systematics of Milichiidae (Diptera, Schizophora). Mellan åren 2003 och 2006 forskade hon vid Smithsonian Institution i USA.